# Componența istorică a Consiliului Local Oradea

## 2008-2012
La alegerile locale din iunie 2008 a rezultat următoarea componență a Consiliului Local al municipiului Oradea (27 de consilieri):
|  | Partid                                      | Consilieri | Componența Consiliului | Componența Consiliului | Componența Consiliului | Componența Consiliului | Componența Consiliului | Componența Consiliului | Componența Consiliului | Componența Consiliului | Componența Consiliului | Componența Consiliului |
|  | ------------------------------------------- | ---------- | ---------------------- | ---------------------- | ---------------------- | ---------------------- | ---------------------- | ---------------------- | ---------------------- | ---------------------- | ---------------------- | ---------------------- |
|  | Partidul Național Liberal                   | 10         |                        |                        |                        |                        |                        |                        |                        |                        |                        |                        |
|  | Uniunea Democrată a Maghiarilor din România | 7          |                        |                        |                        |                        |                        |                        |                        |                        |                        |                        |
|  | Partidul Democrat Liberal                   | 7          |                        |                        |                        |                        |                        |                        |                        |                        |                        |                        |
|  | Partidul Social Democrat                    | 3          |                        |                        |                        |                        |                        |                        |                        |                        |                        |                        |

Consilierii i-au ales în funcția de viceprimar pe Rozália Biró (UDMR) și pe Florica Cherecheș (PNL). Primar a fost Ilie Bolojan (PNL), ales prin votul direct al cetățenilor.